# معز مسعود
معز مسعود (عربی: معز مسعود؛ زادهٔ ۲۷ فوریهٔ ۱۹۷۸) محقق و روشنفکر مصری و تولیدکننده بین‌المللی است که بر زمینه‌های پرسش‌های وجودی، چالش‌های همزیستی جهانی و هویت در دنیای مدرن تمرکز دارد. در نوامبر ۲۰۱۱، او توسط اکونومیست به عنوان یکی از پنج نفر از تأثیرگذارترین ارائه کنندگان عمومی سنت اسلامی در جهان توصیف شد. او یکی از اعضای «مؤسسه سلطنتی آل البیت برای اندیشه اسلامی» و یک پژوهشگر وابسته به مطالعات غیر دانشگاهی در دانشگاه کمبریج است. وی از تهیه کنندگان فیلم سینمایی امیره بوده است.